# シン・ピーラシー
シン・ピーラシー（タイ語：ศิลป์ พีระศรี、1892年9月15日 - 1962年5月14日）はイタリアおよびタイ王国の彫刻家。タイの近代美術の父。イタリア人で、本名はコッラード・フェローチ（Corrado Feroci）。

## 略歴

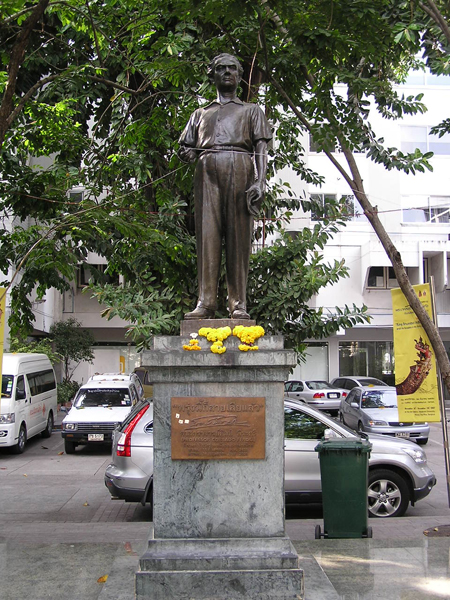
シラパコーン大学にあるシン・ピーラシーの像

シン・ピーラシーは、1892年9月15日にイタリアのフィレンツェサンジョヴァンニ地区（San Giovanni）で、酒店を営むアナーキストの父アルトゥーロ、母サンティーナとの間に誕生した。1908年にフィレンツェ美術学院（Accademia di Belle Arti Firenze）に入学、23歳のときに造形、絵画の分野で学位を取得し、さらに教育活動を続け、美術史、美術論、哲学教授資格を得る。特に造形美術と絵画についての造詣が深かった。
1923年にタイ王国政府が出資したコンクールに入賞。それをきっかけにして、彫刻家としてタイ王国に招かれ、タイ王国宮内省美術局で西洋彫刻について教えることになった。1933年、教授は政府に働きかけ、「プラニート美術学校」（โรงเรียนประณีตศิลปกรรม、後に「シラパコーン学校」専門家部局（โรงเรียนศิลปากรแผนกช่าง）と名称変更）を創設、絵画と造形美術の教育・研究を続けることになった。
第二次世界大戦時中の1943年、イタリアが連合国に降伏すると、当時枢軸国であったタイに在留するイタリア人は捕虜となることになった。そのため1944年、政府はコッラード・フェローチ教授に身の安全を図ることを要請し、ルワン・ウィチット・ワータカーンが教授の名前をシン・ピーラシーと変え、国籍をイタリア国籍からタイ国籍に移した。政府は教授が日本軍の戦争捕虜となり、鉄道建設やカーンチャナブリーのクワイ河鉄橋（クウェー河）の架橋作業に従事させられることを危惧したとされている。
1943年、タイの首相であったプレーク・ピブーンソンクラームによって「シラパゴーン学校」が格上げされ、シラパコーン大学が開学すると、シン・ピーラシー教授も大学教育に従事することになった。政府からも多くの仕事を請け、バンコク戦勝記念塔の製作、監督や様々な記念碑の建設を行っている。1949年、その後毎年行われるようになる全国美術展を組織する。1962年5月14日、バンコクのシリラート病院で大腸癌の除去手術中の心臓発作により69歳で死去。
1992年、生誕100年を記念して、タイで記念切手が作られ、9月15日は『シン・ピーラシーの日』にされた。

## 作品
- 戦勝記念塔
- 民主記念塔
- ラーマ1世像 （メモリアルブリッジ、バンコク）（1932）
- ターオ・ スラナーリー像 （テーサバーンナコーン・ナコーンラーチャシーマー） （1934）
- ラーマ6世像 （ルンピニー公園、バンコク）（1942）
- ナレースワン大王像（ドーンチェーディー郡、スパンブリー県）(1959)
- マリニー（1959） ―シン・ピーラシー夫人頭部彫刻
- プッタモントン (公園)
- 幼き日のサーティット・クリダーゴーン王子 ―頭部彫刻